# Masia Sant Jaume (Manlleu)
La Masia Sant Jaume és una obra de Manlleu (Osona) inclosa a l'Inventari del Patrimoni Arquitectònic de Catalunya.

## Descripció
Masia de planta baixa i dues plantes pis adossades a l'ermita de Sant Jaume. Forma un conjunt amb l'ermita i la rectoria. La masia té un valor tipològic, testimonial i paisatgístic. Cal destacar la galeria del segon pis amb llinda de fusta i totes les obertures que són de pedra picada.
Citada al plànol de la Diputació de Barcelona del primer quart del segle xx.